# Faiz Basha
Faiz Basha Munwar Basha (* 28. Februar 2002) ist ein singapurischer Skirennläufer.

## Biographie
Basha kam im Alter von drei Jahren das erste Mal mit dem Skisport in Berührung, als seine Familie aus beruflichen Gründen in die Schweiz gezogen war. Er besuchte ein Internat in Genf, in dieser Zeit begann er mit dem professionellen Skitraining. Sein internationales Renndebüt feierte er am 4. März 2021 bei einem FIS-Slalom in Alpe d’Huez. Sein erstes internationales Großereignis bestritt er bei den Juniorenweltmeisterschaften 2023 in St. Anton am Arlberg, wobei er bei seinem einzigen Start im Slalom ausschied.
In den darauffolgenden Jahren startete Basha hauptsächlich bei FIS bzw. Citizenrennen in Europa sowie bei Rennen des Australia New Zealand Cups.
Bei den Winter-Asienspiele 2025 in Harbin erreichte Platz 12 im Slalom. Nur wenige Tage später nahm er als erster singapurischer Skirennläufer an Alpinen Skiweltmeisterschaften teil. Bei den Wettkämpfen in Saalbach belegte er den 57. Platz im Riesenslalom. 

## Erfolge

### Weltmeisterschaften
- Saalbach 2025: 57. Riesenslalom

### Juniorenweltmeisterschaften
- St. Anton 2023: DNF Slalom

### Winter-Asienspiele
- Harbin 2025: 12. Slalom

### World University Games
- Bardonecchia 2025: 40. Slalom, 45. Super-G, 67. Riesenslalom

### Weitere Erfolge
- Eine Platzierung unter den besten 5 bei FIS-Rennen